# Otto Mayer (Fotograf)
Otto Mayer (* 24. November 1850 in Budapest; † 29. Januar 1929 in Dresden-Loschwitz) war ein deutscher Hoffotograf im 19. und 20. Jahrhundert.

## Leben
Otto Mayer war ausweislich des Revers einer Carte de Visite Hoffotograf des Königs von Sachsen sowie „Kaiserl. u. Königl. Hofphotograph“. Ihm wurden das Ritterkreuz des Franz-Joseph-Ordens, das Ritterkreuz des Orden Heinrichs des Löwen und der Orden der Eisernen Krone (Österreich) III. Classe verliehen.

## Bekannte Ateliers
- Mayer übernahm um 1885[7] das Atelier Hugo Thieles in Dresden in der Prager Straße 31.[8] Zeitweise war sein Atelier auch in der Prager Straße 38 ansässig.[3] Von dort versandte er Poststücke mit eigenen Siegelmarken.

## Bekannte Werke

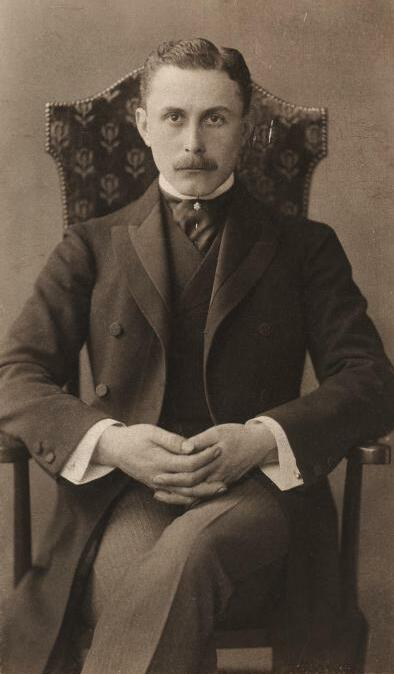
Adolf Loos fotografiert von Otto Mayer

- Das Landesarchiv Baden-Württemberg verwahrt in seiner Sammlung Baden-Württembergische Kommende des Johanniterordens ein großformatiges Foto des Herrenmeisters Prinz Albrecht von Preußen (1883–1906) im Format 55 cm × 32 cm von Mayer[1]
- Adolf Loos hat sich mehrfach von Mayer porträtieren lassen; ein Fotoabzug auf Karton ist im Besitz der Österreichischen Nationalbibliothek und über das Bildarchiv Austria veröffentlicht.[9]
  - 1892 als Leutnant der Reserve[10]
  - sowie 1898/99 und 1903[2]
- Ein Porträt des letzten Königs von Sachsen, Friedrich August III., das 1902 in der Weltrundschau zu Reclams Universum erschien, konnte im Vergleich mit einer signierten Ansichtskarte als Werk von Mayer identifiziert werden.[11] Spätere Aufnahmen der sächsischen Königsfamilie wurden stattdessen von dem Hoffotografen James Aurig aufgenommen.[12]
- Von Mayer sind auch kolorierte Ansichtskarten bekannt, etwa Zur Erinnerung an den Einzug Sr. Maj. des Königs Friedrich August in Leipzig[13]